# Cerkev sv. Save, Beograd
Cerkev sv. Save [svétega sáve] (srbsko: Храм светог Саве/Hram svetog Save) je cerkev Srbske pravoslavne cerkve, nahaja se v četrti Vračar v Beogradu. Je ena največjih pravoslavnih cerkva na svetu in jo uvrščajo med največje cerkvene stavbe na svetu. Posvečena je svetemu Savi, srbskemu menihu, nadškofu in pravoslavnem svetniku.

## Zgodovina
Nova Cerkev Svetega Sava na Vračarju (1926, 1985–1993) je izvirno delo Nestorovića in Aleksandra Deroka; temeljni kamen je blagoslovil še patriarh Varnava (1935); samo gradnjo pa je vodil nadalje Branko Pešić s sodelavci. Dokončen načrt je megalomansko odstopal od predvidenega, kar je povzročilo nejevoljo in burne razprave po celi Jugoslaviji.
Gradili so jo nad domnevnim grobom Svetega Sava, kjer so bile sežgane njegove relikvije. Veliki vezir Kodža Sinan Paša je ukazal, da se krsta s Savovimi relikvijami prenese iz Samostana Mileševe v Beograd, kjer jo je del na grmado in leta 1595 sežgal. Natančen kraj sežiga pa ni z gotovostjo ugotovljen in domneva se, da se je to zgodilo na griču »Čupina umka« na Tašmajdanu, na mestu med današnjo Cerkvijo svetega Marka in športnim območjem, ki se je takrat imenoval Vračar.